# Gulfläckigt jordfly
Gulfläckigt jordfly, Xestia xanthographa,är en fjärilsart som beskrevs av Michael Denis och Ignaz Schiffermüller, 1775. Gulfläckigt jordfly ingår i släktet Xestia och familjen nattflyn, Noctuidae. Arten har livskraftiga, LC, populationer i både Sverige och Finland. Inga underarter finns listade i Catalogue of Life.

## Bildgalleri

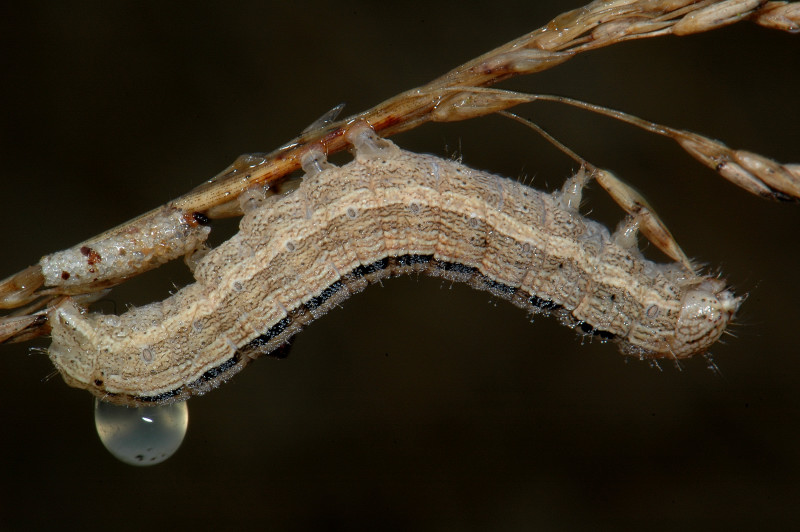
Fjärilens larv
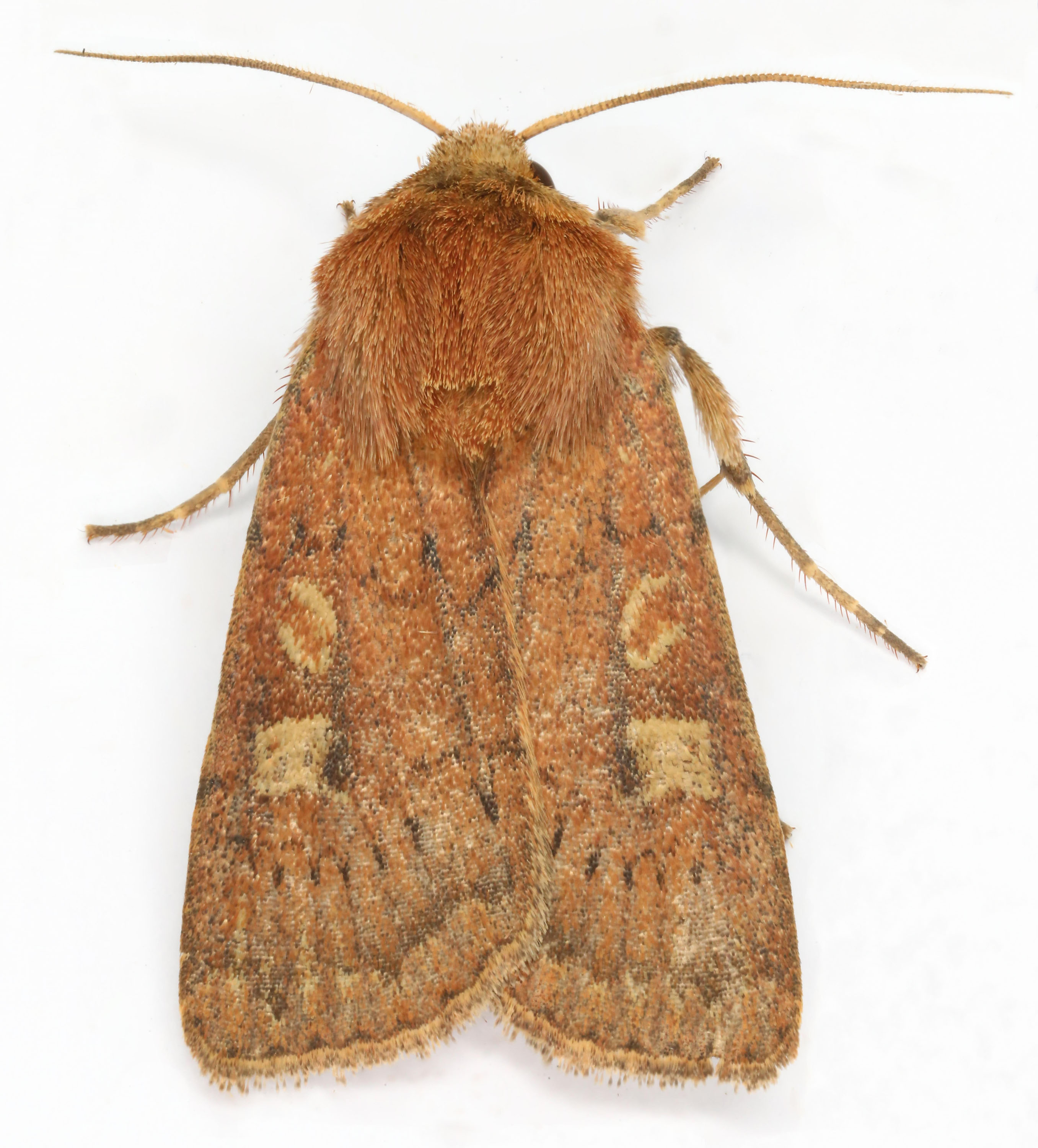
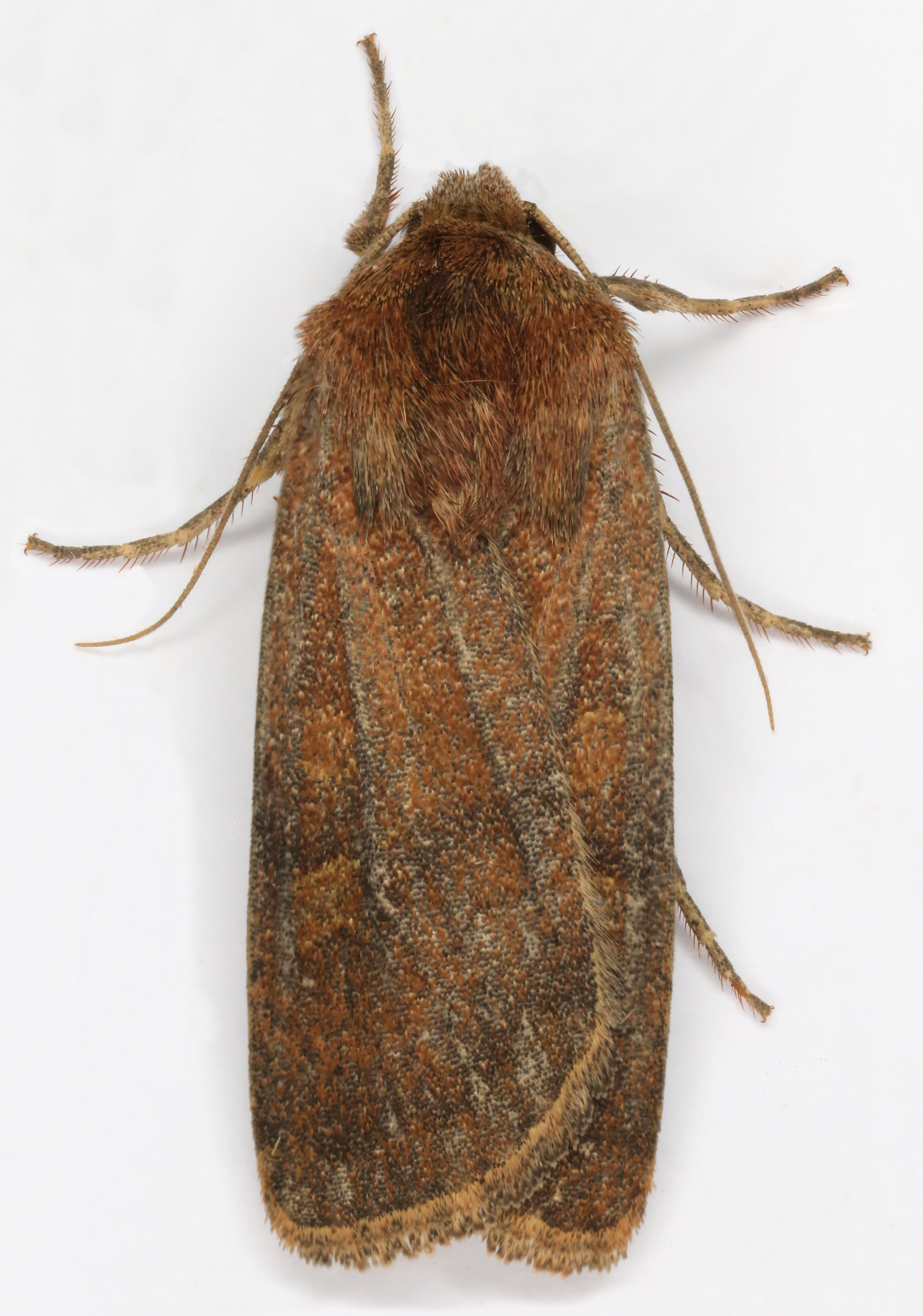
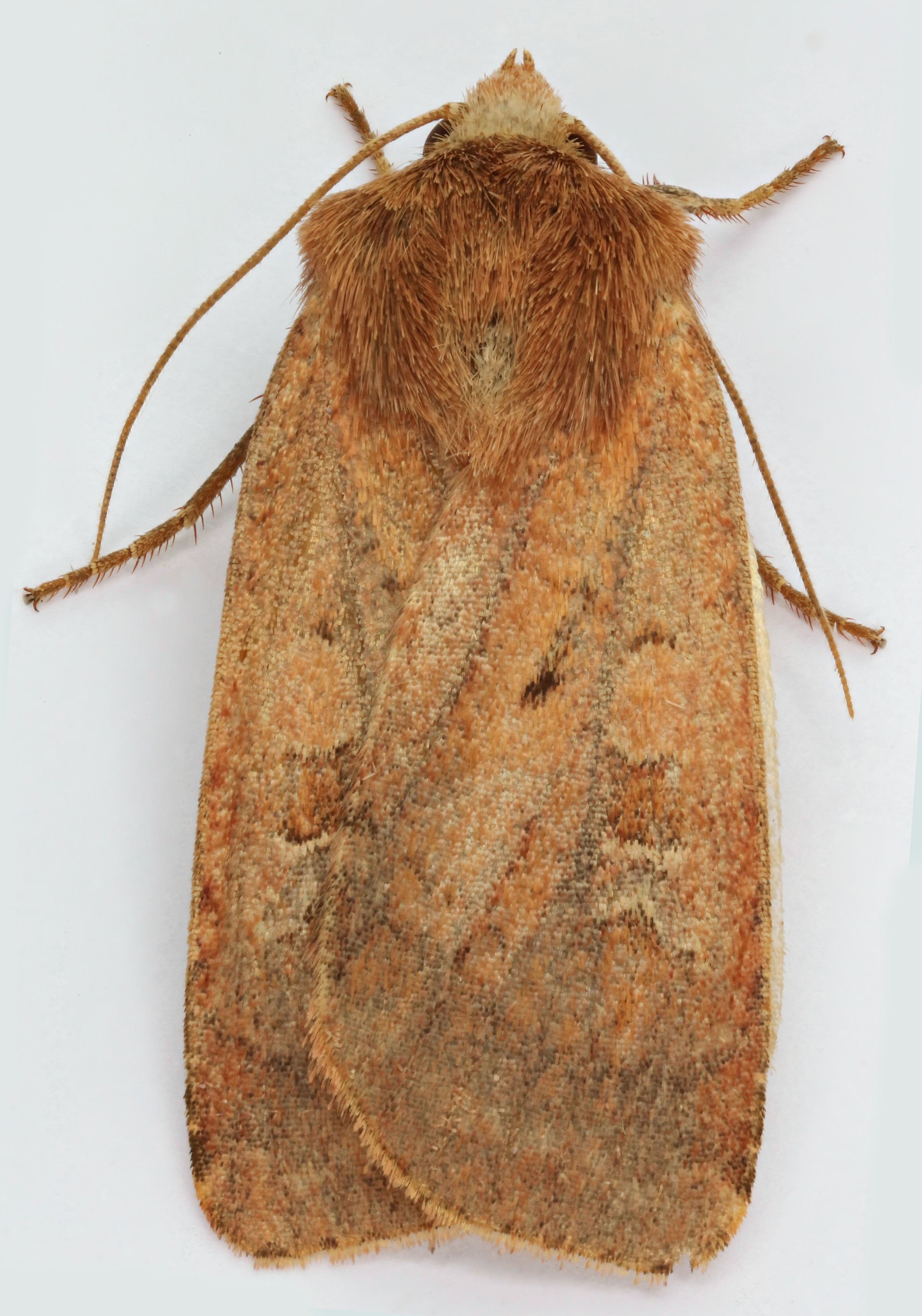
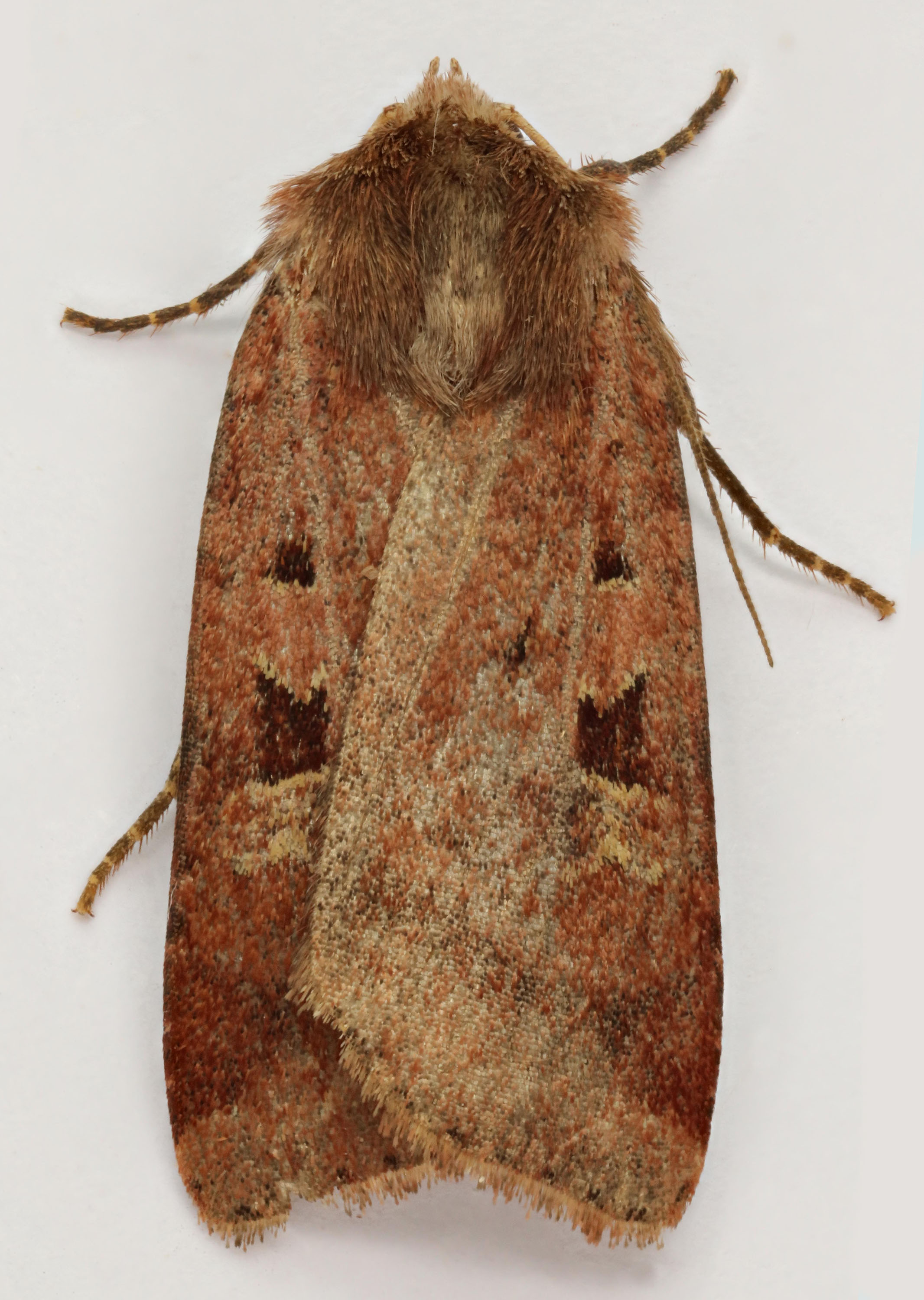
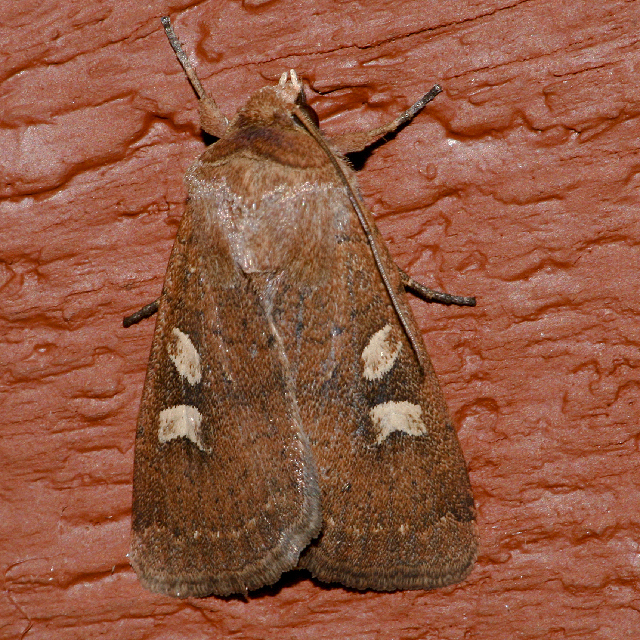
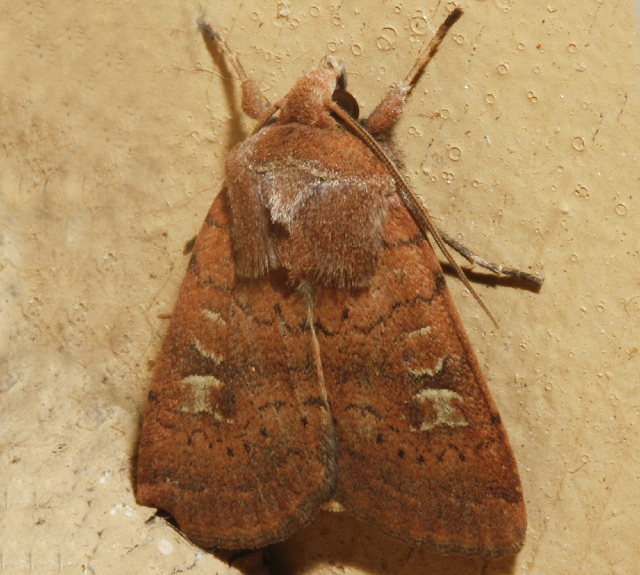